# Fontes (Santa Marta de Penaguião)
Fontes es una freguesia portuguesa del concelho de Santa Marta de Penaguião, con 16,42 km² de superficie y 1.087 habitantes (2001). Su densidad de población es de 66,2 hab/km².